# Дванадцять днів Різдва (пісня)
Дванадцять днів Різдва (пісня)

## Музика

#### Фарерські острови
«Дванадцять днів Різдва» — англійська різдвяна колядка, що перелічує ряд дарунків, яких було надано впродовж 12 днів Різдва (12 днів з яких триває різдвяний сезон починаючи з 25 грудня), кожен дарунок цінніший від іншого. Колядка вперше була опублікована у Англії у 1780 році без музичного супроводу, наспіву та ритму. Вважається за походженням — французькою. «Дванадцять днів Різдва» у Індексі Фольклорних Пісень належить номер 68. Мелодії пісні варіюються. Та стандартне звучання, з якою ця колядка одразу ж асоціюється, походить з 1909 року аранжуванням англійського композитора Фредеріка Остіна, який вперше представив, тепер уже відоме продовження рядків: «п'ять золотих кілець» (англ. five gold rings)
У XIX ст. виконання колядку супроводжувалося без музики, а у тих версіях, які часто включали музику, значно відрізнялися від теперішнього звичного звуку.

## Пародії та інші версії

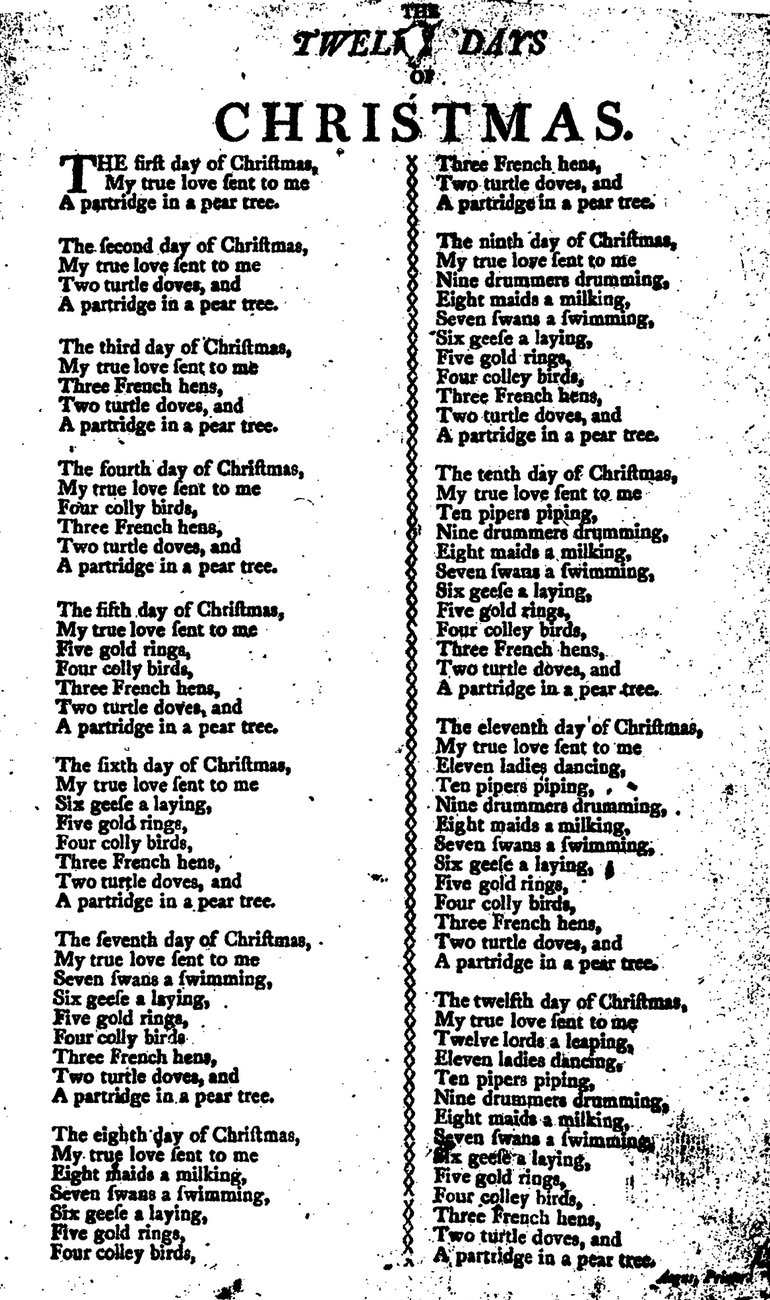
Ангус, Ньюкасл, 1774-1825

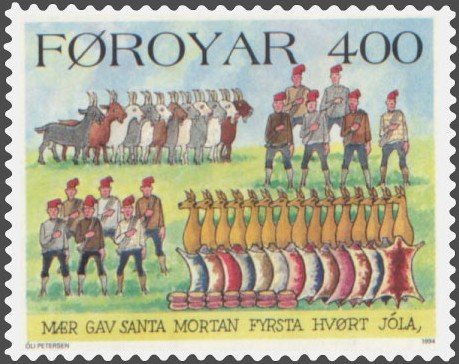
Одне з двох «Дванадцяти днів Різдва» на марці Фарерських островів

«Дванадцять днів Різдва» кумулятивна колядка, тобто кожен новий куплет базується на старому. Тут є дванадцять куплетів, кожен з яких описує подарунок дарований «моїм справжнім коханням» (англ. my true love) на кожен окремий день з дванадцятьох днів Різдва. Існує безліч варіантів тексту. Текст наведений нижче належить Фредеріку Остіну під час публікування у 1909 році, яка і встановила поточну форму колядки. Перші три строфи слідують одна за одною наступним чином:
4 Співочі птахи
5 Золоті персні
6 Гуси лежать
7 Лебеді плавають
8 Доярка доїть
9 Дівчата танцюють
10 Лорди скачуть
11 Волинка звучить
12 Барабани торохкотять

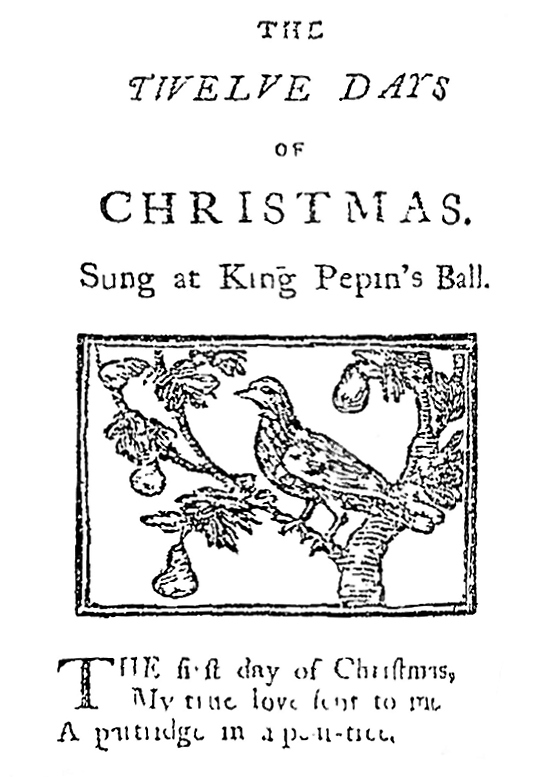
Розваги без нещасть (1780 р.). Лондон: Друк Дж. Девенпорт, Джорджський суд

Одна з ранніх версій колядки була опублікована у Лондоні під назвою «Дванадцять днів Різдва на балу у Короля Піпіна», як частина дитячої книжки 1780 року «Розваги без нещасть». Наступні версії зазнали значних змін:
- У ранній версії прийменник on (на) не було на початку кожної строфи, так перший рядок розпочинався словами «The first day of Christmas" (укр. «Перший день Різдва»). Прийменник on (нa) був доданий пізніше, у вершії Остіна датованої 1909 роком, яка згодом стала доволі популярною.
- У ранній версії «my true love sent me the gifts» (укр. моя кохана(ий) надіслала(ав) мені дарунки). Проте, у версії XX ст. звучить як «my true love gave to me» (укр. моя кохана(ий) подарувала); ця вимова стала доволі популярною у Північній Америці.[5]
- У одній із версій XIX століття дари надіслані не «my true love» (укр. моїм коханням), а «my mother» (укр. моєю матір'ю).
- Деяка варіація має «juniper tree» (укр. дерево ялівцю), або ж «June apple tree» (укр. червону яблуню) замість "pear tree» (укр. груші), можливо це зв'язано з недочутими чітко словами «partridge in a pear tree» (укр. куріпка у груші).

### Значення дарів
У книзі Сесіла Шарпа «Folk Songs from Somerset» (1905) наведено дві різні мелодії для колядки, обидві є відміними від сучасного стандарту.